# Lochos
Il lochos (in greco antico: Λόχος?, Lòchos; al plurale λόχοι, lochoi) è una subunità tattica dell'antica Grecia e dell'esercito greco moderno. Il termine deriva da una parola greca che significava sia "agguato" sia "chi compie l'agguato"; poi il significato divenne "banda armata". Questa traduzione è usata spesso, per esempio per il battaglione Sacro di Tebe.

## Dimensioni e organizzazione
Nell'evoluzione del modo di fare la guerra nell'antica Grecia, che passò da tribale a cittadino, il lochos variò per dimensioni e organizzazione durante il tempo, subendo modifiche anche da una città a un'altra: esistono lochoi di una sola fila, come ne esistono di ben 640 uomini. La migliore descrizione del lochos si trova nell'Anabasi di Senofonte, tuttavia i dati forniti da lui devono essere presi criticamente, tenendo conto che faceva riferimento al particolare tipo di lochos adottato nel V secolo a.C. a Sparta. Eliano e Arriano usano il termine lochos riferendosi a una fila e lochagos come il capo di questa.

### "Lochos" indicante una fila
Un lochos comprendeva un numero bassissimo di uomini, dagli 8 ai 16. Asclepiodoto dà tre nomi alternativi: stichos (στίχος), synomotia (συνωμοτία) e dekania (δεκανία). Il comandante della fila era chiamato lochagos (locago) e quello che la chiudeva ouragos. I soldati nelle file dispari erano denominati protostates, tra cui c'era il locago, mentre gli uomini di quelle pari erano chiamati epistates. Mezza fila era chiamata hemilochion (ἡμιλόχιον) o dimoiria (διμοιρία) e un quarto di fila si chiamava enomotia (ἐνωμοτία).

### Illochosspartano
I lochoi spartani, secondo Senofonte, erano formati da 640 uomini e composti da 4 pentecostie di 160 soldati, formate a loro volta da 4 enomotie di circa 40 uomini. Il lochos formava a sua volta la metà di una mora; 6 morai costituivano l'intero esercito spartano. La mora era comandata da un polemarco, e il lochos da un locago. Nonostante la descrizione di Senofonte, i numeri effettivi variavano a seconda delle esigenze della campagna militare. L'organizzazione militare spartana si basava sulla divisione dell'esercito cittadino in 8 classi di età e una vera e propria enomotia era formata da 5 uomini per classe. Tuttavia, in condizioni normali, era insolito arruolare gli uomini delle classi di età più anziane, quindi normalmente l'enomotia era costituita da 30-35 uomini, con la conseguenza che anche i lochoi e le morai erano ridotte nel numero dei componenti. Se erano chiamate alle armi solo le prime quattro classi di età, più lochoi venivano fusi per crearne uno a pieno organico.
Qualunque fosse realmente il numero dei componenti del lochos, le unità militari di circa 300 uomini erano molto frequenti nell'antica Grecia, basti ricordare il battaglione Sacro di Tebe, gli Spartani alle Termopili, il numero dei combattenti nella "battaglia dei Campioni", in cui si scontrarono Argo e Sparta nel 546 a.C. Questo numero avrebbe permesso un fronte di circa 40 soldati, considerando la tradizionale falange di otto file, e rappresenta il più piccolo numero necessario per formarne una accettabilmente efficace.

## Uso bizantino
Nell'esercito bizantino il termine "lochos" continuò a essere usato per indicare la singola fila. Era l'unità di fanteria di base composta solitamente da 7 uomini comandati da un locago. Nella versione del contubernium romano, questa unità dormiva e mangiava insieme in un'unica tenda ed era dotata permanentemente di un servo. Il locago si chiamava anche dekarchion o dekarchos, che significa "capo dei dieci" .

## Uso moderno
Il lochos, il locago e gli altri termini associati sono stati ripresi nell'esercito greco moderno.